# Старицьке (Біляєвський район)
Стари́цьке (рос. Старицкое) — село у складі Біляєвського району Оренбурзької області, Росія.

## Населення
Населення — 427 осіб (2010; 643 у 2002).
Національний склад (станом на 2002 рік):
- росіяни — 63 %